# Казале (Пескара)
Казале (итал. Casale) је насеље у Италији у округу Пескара, региону Абруцо.
Према процени из 2011. у насељу је живело 205 становника. Насеље се налази на надморској висини од 345 м.